# Luciana Paes
Luciana Paes (São Paulo, 17 de outubro de 1980) é uma atriz, cantora e humorista brasileira. Ficou conhecida nacionalmente por interpretar a sanitarista Clarissa Girão no humorístico Fora de Hora, em 2020.

## Biografia
Nascida na cidade de São Paulo, em 1980. É atriz, cantora e preparadora vocal e corporal, formada pela Escola de Arte Dramática da Escola de Comunicações e Artes da Universidade de São Paulo (EAD/ECA/USP), no curso técnico de interpretação no período entre 2002 e 2006. Fez a conclusão de seu curso superior na disciplina de Comunicação Social pela Escola Superior de Propaganda e Marketing (ESPM). Em 2004, inicia o treinamento com a linguagem do Palhaço, coordenado por Cristiane Paoli Quito. E em 2006, ingressa no núcleo do Sesi, onde continua trabalho de investigação vocal conduzido por Isabel Setti.

## Carreira
Estreou profissionalmente com a peça Gota D'água dirigida por Georgette Fadel e Heron Coelho em 2005. Três anos depois ingressou na Cia Hiato, companhia que faz parte até os dias de hoje, com trabalho de pesquisa da narratividade performativa e os caminhos de integração corpo e voz em cena. Alguns trabalhos da companhia: Cachorro Morto (2008); Escuro (2010) espetáculo pelo qual recebeu a indicação do Prêmio Shell na categoria de Melhor Atriz; Jardim (2011); Ficção (2012) produção em que também foi indicada ao Shell. Todos os espetáculos contaram com a direção de Leonardo Moreira.
Na televisão, Fez a primeira novela Fina Estampa como a personagem Fabrícia, uma transexual, 'marida' de aluguel da loja de Griselda. Já havia feito outros projetos, mas como seu reconhecimento foi grande em 2013 em Além do Horizonte foi chamada para participar do programa Domingão do Faustão sendo participante do quadro Artista Completão.. Entre os trabalhos mais recentes na telinha, estão Vade Retro série dirigida por Mauro Mendonça Filho (2017), Me Chama de Bruna com direção de Marcia Farias para o Fox Brasil + (2016) e Aí eu vi vantagem no Multishow (2015).
No cinema, estreou em 2008 com o longa metragem Um para o Outro com direção de Cecilia Engels, que rendeu o Prêmio Kinopheria na categoria de Melhor Atriz. A parceria com a diretora seguiu no longa Apart Horta em 2015. Protagonizou em 2010, o curta A Mão que Afaga com direção de Gabriela Almeida Amaral, recebendo o Candango de Melhor Atriz em Festival de Brasília no ano de 2012. Ainda no cinema integrou os elencos dos longas Sinfonia da Necrópole, dirigido por Juliana Rojas; Mãe Só Há Uma com direção de Anna Muylaert;  Malasartes e o Duelo com a Morte dirigido por Paulo Morelli; Divórcio com direção de Pedro Amorim e; O Animal Cordial e A Sombra do Pai, ambos dirigidos pela Gabriela Amaral Almeida. Em 2016, recebeu o Kikito de Melhor Atriz pelo curta-metragem Aquele Cinco Segundos, com direção de Felipe Saleme.
Em 2020, integra o elenco do humorístico Fora de Hora, interpretando Clarissa Girão, uma estranha sanitarista.

## Filmografia

### Televisão
| Ano       | Programa                  | Personagem                 | Nota                                  |
| --------- | ------------------------- | -------------------------- | ------------------------------------- |
| 2011–2012 | Fina Estampa              | Fabrícia                   |                                       |
| 2013–2014 | Além do Horizonte         | Ana Selma                  |                                       |
| 2013      | Adorável Psicose          | A Mulher                   | Episódio: "Las Histórias Del Bigodón" |
| 2013      | Três Teresas              | Michelle Fernandez         |                                       |
| 2014      | Domingão do Faustão       | Participante               | Quadro: "Artista Completão"           |
| 2015      | Aí Eu Vi Vantagem         | Katarina Barroso de Barros |                                       |
| 2016–2017 | Me Chama De Bruna         | Mônica                     |                                       |
| 2016–2020 | 3%                        | Cássia Toledo              |                                       |
| 2017      | Vade Retro                | Kika                       |                                       |
| 2018      | Desnude                   | Cecília                    | Episódio: "Playtime"                  |
| 2018      | Amigo de Aluguel          | Sara Amaral                |                                       |
| 2018–2019 | Espelho da Vida           | Lenita Marques             |                                       |
| 2018–2019 | Espelho da Vida           | Milena Trindade (Mimi)     |                                       |
| 2019–2020 | Férias em Família         | Sandra (Sandrão)           |                                       |
| 2020      | Fora de Hora              | Clarissa Girão             |                                       |
| 2020      | Diário de Um Confinado    | Viviane Rodrigues (Vivi)   |                                       |
| 2021–2022 | Quanto Mais Vida, Melhor! | Odete Santana              |                                       |
| 2021      | Aruanas                   | Lidiane Neri               |                                       |
| 2022      | Eleita                    | Pastora Hosana Santiago    |                                       |
| 2022      | Encantado's               | Ana Maria Brega            | Episódio: "Acorda, Menina!"           |
| 2023      | Notícias Populares        | Paloma Fernandes           |                                       |
| 2023      | B.O                       | Caroline Mantovani         |                                       |
| 2023–2024 | No Corre                  | Lorona                     |                                       |
| 2024–2025 | Terapia de Casal          | Roberta Cristina           |                                       |
| 2025      | LOL: Se Rir, Já Era!      | Participante (2º lugar)    | Temporada 4                           |
| 2025      | Jogo Cruzado              | Suzana Hartman             |                                       |
| 2025      | Três Graças               |                            |                                       |

### Cinema
| Ano  | Título                                 | Personagem         | Nota           |
| ---- | -------------------------------------- | ------------------ | -------------- |
| 2011 | Cão                                    | Jeanne             | Curta-metragem |
| 2011 | Onde Está a Felicidade?                | Atendente da K.Air |                |
| 2013 | Crô: O Filme                           | Ariadne Fontoura   |                |
| 2014 | Sinfonia da Necrópole                  | Jaqueline          |                |
| 2015 | Apart Horta                            | Cátia              |                |
| 2016 | Mãe Só Há Uma                          | Tia Yara           |                |
| 2016 | Amor em Sampa                          | Regiane            |                |
| 2017 | TOC: Transtornada Obsessiva Compulsiva | Ana Juliana        |                |
| 2017 | Malasartes e o Duelo com a Morte       | Tecedeira          |                |
| 2017 | O Animal Cordial                       | Sara               |                |
| 2017 | Divórcio                               | Sofia              |                |
| 2018 | A Sombra do Pai                        | Cristina           |                |
| 2018 | Uma Quase Dupla                        | Lúcia Braga        |                |
| 2021 | Galeria Futuro                         | Paula              |                |
| 2022 | Dissonantes                            | July Maranhão      |                |
| 2023 | Perdida                                | Abigail            |                |
| 2024 | Férias Trocadas                        | Bruna Santana      |                |
| 2024 | Saideira                               | Penélope Caldas    |                |
| 2024 | Passagrana                             | Marília Camargo    |                |
| 2025 | A Fábrica de Sonhos                    | Delegada Brenda    | Telefilme      |
| 2025 | Cyclone                                | Lia                |                |

## Teatro
| Ano     | Título                     | Personagem                |
| ------- | -------------------------- | ------------------------- |
| 2003    | Sobreviventes              |                           |
| 2004    | Se Eu Fosse Eu             |                           |
| 2005    | Gota D´agua                |                           |
| 2007    | Caminhos                   |                           |
| 2008    | Calabar                    |                           |
| 2008    | Opera do Malandro          |                           |
| 2008    | Love and Blembers          |                           |
| 2008–11 | Cachorro Morto             |                           |
| 2009–11 | Escuro                     |                           |
| 2010    | Vila Tarsila               | Tarsila                   |
| 2010    | Geração SP                 | Cantora                   |
| 2011    | O Jardim                   | Irmã (1979)               |
| 2012    | Meu Pai é um Homem Pássaro | Senhor Mint / Senhor Poop |
| 2012    | Ficção                     |                           |
| 2014    | Hamlet ao Molho Picante    | Rainha Gertrudes          |
| 2015–16 | Ãrrã                       | Vários personagens        |
| 2017    | Nu de Botas                |                           |
| 2018    | Odisseia                   | Calipso                   |
| 2023    | Portátil                   |                           |

## Prêmios e indicações
| Ano  | Prêmio                                         | Categoria                      | Trabalho                        | Resultado | Ref    |
| ---- | ---------------------------------------------- | ------------------------------ | ------------------------------- | --------- | ------ |
| 2003 | Prêmio Itaú Cultural                           | Adaptação de Roteiro           | Lurdes e as Estrelas            | Venceu    | [ 34 ] |
| 2003 | Prêmio Nascente de teatro Universitário da USP | Melhor Atriz                   | Sobreviventes                   | Venceu    | [ 34 ] |
| 2004 | Prêmio Festival de Monólogos de Vitória        | Melhor Atriz                   | Sobreviventes                   | Venceu    | [ 34 ] |
| 2010 | Festival Cine Mube SP                          | Melhor Atriz de Curta-metragem | Um Par a Outro                  | Venceu    | [ 34 ] |
| 2010 | Mostra de Curtas Kinopheria                    | Melhor Atriz de Curta-metragem | Um Par a Outro                  | Venceu    | [ 34 ] |
| 2010 | Prêmio Shell                                   | Melhor Atriz                   | Escuro                          | Indicado  | [ 35 ] |
| 2012 | Festival de Brasília                           | Melhor Atriz de curta-metragem | A Mão que Afaga                 | Venceu    | [ 34 ] |
| 2013 | Prêmio Shell                                   | Melhor Atriz                   | Ficção                          | Indicado  | [ 36 ] |
| 2015 | Festival de Cinema de Vitória                  | Melhor Interpretação Feminina  | Sinfonia da Necrópole           | Venceu    |        |
| 2016 | Prêmio Gaurani de Cinema Brasileiro            | Melhor Atriz                   | Sinfonia da Necrópole           | Indicado  |        |
| 2016 | Festival de Cinema de Gramado                  | Melhor Atriz de curta-metragem | Aqueles Cinco Segundos          | Indicado  | [ 37 ] |
| 2016 | Prêmio Aplauso Brasil de Teatro                | Melhor Dramaturgia             | Amadores                        | Indicada  |        |
| 2018 | Festival de Cinema de Brasília                 | Melhor Atriz Coadjuvante       | A Sombra do Pai                 | Venceu    |        |
| 2018 | Festival de Cinema Fantaspoa                   | Melhor Atriz                   | O Animal Cordial                | Venceu    | [ 39 ] |
| 2019 | Prêmio Guarani de Cinema Brasileiro            | Melhor Atriz                   | O Animal Cordial                | Indicado  | [ 40 ] |
| 2020 | Prêmio Guarani de Cinema Brasileiro            | Melhor Atriz Coadjuvante       | A Sombra do Pai                 | Indicado  |        |
| 2021 | Festival do Rio                                | Melhor Atriz Coadjuvante       | O Melhor Lugar do Mundo é Agora | Indicada  |        |
| 2022 | Festival SESC Melhores Filmes                  | Melhor Atriz Nacional          | Galeria Futuro                  | Indicada  |        |